# ونجباو إنجدت

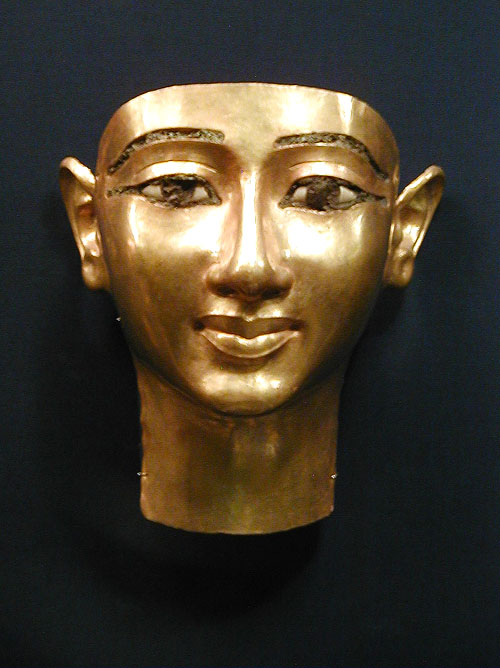
قناع ونجباو إنجدت، المتحف المصري

كان ونجباو إنجدت جنرالًا مصريًا قديمًا وشخصية رفيعة وكاهنًا كبيرًا في عهد الملك المصري بسوسنس الأول من الأسرة المصرية الحادية والعشرون. وهو معروف بشكل أساسي بمقبرته السليمة التي عثر عليها بيير مونتيه داخل مقبرة تانيس الملكية (NRT III).

## سيرة شخصية
لا شيء معروف عن حياته بخلاف مهنته: حمل ونجباو إنجدت قائمة رائعة من الألقاب العسكرية والإدارية والدينية ، مثل أمير وكونت وراثي، وحامل أختام ملك مصر السفلى، ووالد الإله، والجنرال وقائد الجيش، والسامي. وكيل (فيما بعد رئيس كهنة) لخونسو، كاهن "أوزوريس سيد منديس"، المشرف على أنبياء جميع الآلهة ومشرف الصديق الوحيد.
منحه حقيقة أن ونجباو إنجدت مثل هذه المناصب الهامة شرفًا عظيمًا بدفنه في المقبرة الملكية على الرغم من أنه لم يكن شخصية ملكية. وبحسب أحد ألقابه، من الممكن أن يكون من مواليد منديس (جديت).

## الاكتشاف

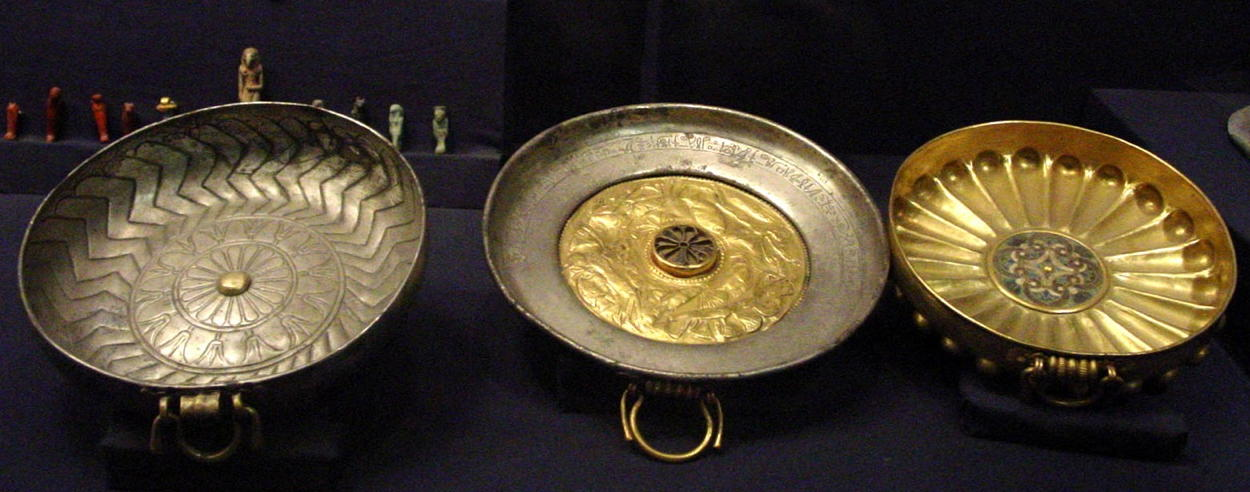
ثلاثة أوعية ذهبية وفضية من قبر ونجباو إنجدت

تم العثور على اسم ونجباو إنجدت في البداية بواسطة بيير مونتيه وجورج جويون في عام 1939 منحوتًا على بعض التماثيل والأوشبتي الموجودة داخل حجرة دفن شيشنق الثاني المكتشفة حديثًا. بعد ذلك بعام، اكتشف مونتيه حجرة دفن بسوسنس الأول حيث عثر على مقبض ذهبي يعود إلى ونجباو إنجدت، موضوعًا على تابوت الملك.
بعد الحرب العالمية الثانية، استأنف مونتيه وجويون أعمال التنقيب وفي 13 فبراير 1946 اكتشفوا غرفة دفن جديدة غير مضطربة داخل نفس المقبرة. تم العثور في الداخل على تابوت من الجرانيت أنثروبويد، ينتمي في الأصل إلى كاهن ثالث لآمون يُدعى أمنحتب ويعود تاريخه إلى الأسرة التاسعة عشر. كان المالك الجديد هو نفسه ونجباو إنجدت المسمى على الأشياء التي تم انتشالها من المقابر القريبة قبل الحرب. بالنسبة له، كان التابوت الحجري مغطى بورق الذهب، وفي داخله تابوت خشبي مطلي بالذهب يحتوي بدوره على تابوت فضي ، كلاهما بحالة سيئة. كان وجه ونجباو إنجدت مغطى بقناع مومياء ذهبي، وتم العثور على العديد من قطع المجوهرات الأخرى داخل التابوت الحجري مثل الصدريات والخواتم والأساور والتماثيل الذهبية. ومن اللافت للنظر بشكل خاص ثلاثة أوعية رائعة مصنوعة من الذهب والفضة، وتمثال صغير من اللازورد لآمون على شكل كبش. كما تم العثور خارج التابوت الحجري على العديد من الأوشبتي والجرار الكانوبية الأربعة لـ ونجباو إنجدت. جميع المعدات الجنائزية موجودة الآن بالمتحف المصري بالقاهرة.
في وقت الاكتشاف، لم تكن مومياء الجنرال قد صمدت أمام الظروف المناخية للدلتا، ومثل كل المواد العضوية في القبو، واللحم المحنط، والشرائط التي كانت تغلفها، والخشب الذي كان يشكل التابوت الأخير قد اختفى تاركًا في الحطام الذهبي الأوسط هو الهيكل العظمي لكبار الشخصيات المغطى بالزي الجنائزي.
كان وجه الجنرال محميًا بقناع مصنوع بشكل رائع من الذهب الخالص. إنه مشابه تمامًا لتلك التي غطت وجه مومياء أخرى اكتُشفت في غرفة الانتظار المجاورة قبل ما يقرب من سبع سنوات، وهي البقايا الملكية لشيشنق الثاني، على الرغم من وجود عدة أجيال تفصل بين الشكلين.
سلطت هذه الاكتشافات أيضًا الضوء على الثروة التي رافقت كبار الشخصيات في هذه المحكمة التي غالبًا ما كان يُعتقد أنها في حالة تدهور تام. إذا كان من المؤكد أن هذه الزخارف تأتي من أفضل الورش الملكية، مما يدل بطريقة فخمة على إتقان صاغة الذهب، فإن جودة الحلي والأثاث وكمية المعادن الثمينة المستخدمة في صنعها تقدم دليلاً على ذلك لا تزال البلاد تمتلك ثروة كبيرة ويمكن المقارنة بأكثر من طريقة مع أفضل إنتاجات العصور السابقة.
هذا هو الاكتشاف الأخير لمقبرة سليمة تم إجراؤها في تانيس.